# HD 219134 h
HD 219134 h è l'esopianeta più massiccio orbitante attorno alla stella HD 219134 a circa 21 anni luce dalla Terra, e anche il più distante da essa. Si tratta di un gigante gassoso avente una massa paragonabile a quella di Saturno.